# Cephalozia ambigua
Cephalozia ambigua là một loài rêu trong họ Cephaloziaceae. Loài này được C. Massal. mô tả khoa học đầu tiên năm 1907.